# Ölpest bei Huntington Beach 2021

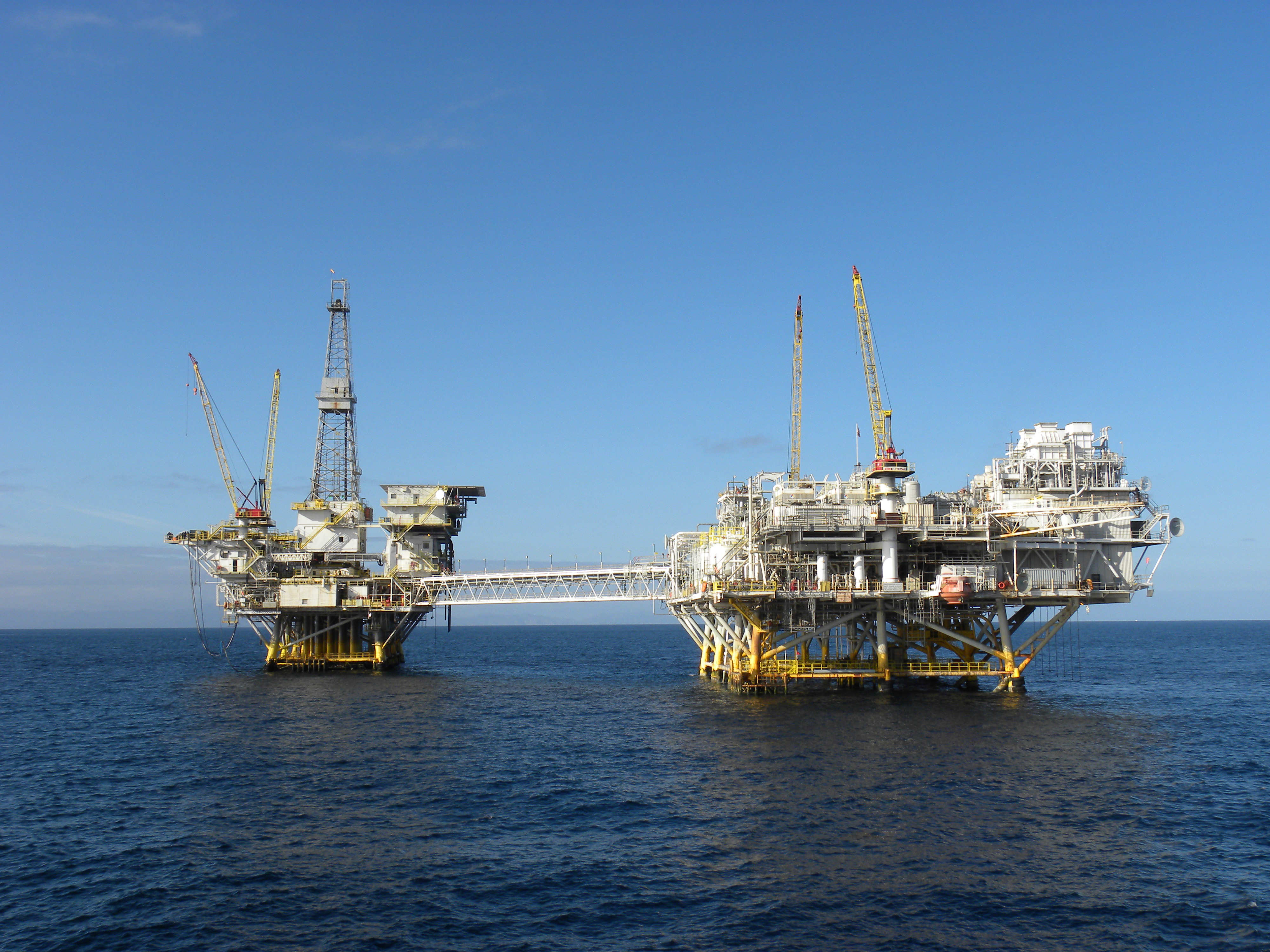
Die Plattformen Ellen und Elly vor der Küste bei Long Beach

Bei der Ölpest bei Huntington Beach 2021 handelt es sich um eine Ölverschmutzung vor der südkalifornischen Küste in der Nähe der Küstenstadt Huntington Beach. Ausgelöst wurde die Umweltkatastrophe Anfang Oktober 2021 durch ein Pipelineleck. Dabei gelangten mindestens 95.000 Liter Rohöl ins Meer, wobei man die Verschmutzung zunächst auf knapp eine halbe Million Liter Öl schätzte. Der entstandene Ölteppich erreichte innerhalb weniger Tage eine Größe von 33 Quadratkilometern. Für das betroffene Gebiet wurde der Notstand ausgerufen.
Reinigungskräfte setzten Skimmer und schwimmende Barrieren ein, um ein weiteres Eindringen von Öl in das Naturschutzgebiet Talbert Marsh zu verhindern. Die betroffenen Strände von Huntington Beach wurden geschlossen, doch bereits Mitte Oktober wieder freigegeben.
Verursacht wurde die Ölkatastrophe acht Kilometer vor der Küste durch einen 33 Zentimeter langen Riss in einer Unterwasser-Pipeline, die sich in etwa 30 Metern Tiefe befindet. Zudem sei ein 1,2 Kilometer langes Teilstück der rund 40 Jahre alten Leitung verbogen. Sie gehört der Firma Amplify Energy und dient zum Pumpen von Rohöl von Ölplattformen zum Land. Der Betrieb auf den Plattformen wurde vorübergehend eingestellt.
Es wird vermutet, dass sich der Anker eines großen Schiffes in der Pipeline verfangen und diese dabei gut 30 Meter mitgeschleift hat, was den Schaden zur Folge hatte.